# Giuseppe Guarino (réalisateur)
Giuseppe Guarino (Alexandrie, 25 janvier 1885 – Rome, 12 février 1963) a été un danseur, réalisateur et metteur en scène italien.
Il a parfois été crédité sous les pseudonymes de Joseph Glavany ou Guarino Glavany.

## Biographie
Né en Égypte, il rentre en Italie plus tard et fréquente des cours de danse classique à l'École de danse de Rome ; après s'être diplômé, il pratique dans divers corps de danse italiens, pour ensuite entrer dans le monde du cinéma muet de l'époque, en tant que scénariste et metteur en scène.
Il débute dans la réalisation en 1917 avec le film La serata di gala di Titina (La soirée de gala de Titina), puis avec une série diversifiée de films par épisodes. À la fin des années vingt il migre d'abord en France puis en Angleterre où il tourne 16 œuvres.
De retour en Italie, il commence à travailler dans le cinéma sonore avec la comédie Un baiser à fleur d'eau, en 1936, film qui est passé presque inaperçu du grand public. Suivirent quelques films policiers, même s'ils ne furent très appréciés ni de la critique ni du public.
Dans les années cinquante , il est passé à la réalisation de certains mélodrames larmoyants et sombres, très en vogue auprès du public à cette époque, qui eurent en revanche un certain succès, avant de sombrer dans l'oubli en tant que simple directeur de production ; il meurt à Rome en 1963.

## Filmographie partielle

### Comme réalisateur
- 1923 : La Dame au ruban de velours
- 1927 : Le Navire aveugle
- 1933 : La Complice
- 1934 : Le Chéri de sa concierge
- 1935 : L'Impossible Aveu
- 1936 : Un bacio a fior d'acqua,
- 1937 : Voglio vivere con Letizia, réalisation de Camillo Mastrocinque, scénario
- 1939 : L'ospite di una notte, scénario et réal.
- 1940 : Leggenda azzurra
- 1946 : Il fantasma della morte,
- 1951 : Serenata tragica - Guapparia (it)
- 1952 : Addio, figlio mio! (it), scénario et réal.
- 1954 : Mai ti scorderò, scénario et réal.

## Théâtre
mise en scène
- 1939 : La Dernière Lettre : L'ultima carta, réalisation de Piero Ballerini
- 1967 : Le Maquereau : Il magnaccio, réalisation de Franco De Rosis